# Dalbergia scortechinii
Dalbergia scortechinii är en ärtväxtart som först beskrevs av David Prain, och fick sitt nu gällande namn av David Prain. Dalbergia scortechinii ingår i släktet Dalbergia, och familjen ärtväxter. Inga underarter finns listade i Catalogue of Life.